# Love Kills (пісня Фредді Мерк'юрі)
«Love Kills» (укр. «Любов вбиває») — пісня Фредді Мерк'юрі, це перша композиція, яку він записав як сольний виконавець. Пісню спочатку використав у 1984 році Джорджо Мородер у реставрованій та відредагованій версії німого фільму «Метрополіс» 1927 року, як частину нового саундтреку до нього. 1985 року фільм був номінований на п'яту премію «Золота малина» за найгірше музичне оформлення, а сама композиція була номінована на найгіршу оригінальну пісню. Проте, сингл досяг десятого місця в «UK Singles Chart».
«Love Kills» також використали для завершальних титрів фільму «Заряджена зброя 1» 1993 року. 2009 року кавер-версія англійської співачки у стилі синті-поп Little Boots ввійшла до її розширеного альбому «Little Boots» і мініальбому «Illuminations». 2014 року Браян Мей і Роджер Тейлор переробили раніше невидану баладну версію пісні, щоб включити до нової збірки «Queen Forever», альбом, який фокусується на любовних піснях і баладах «Queen».

## Трек-лист
| 7" сингл | 7" сингл                        | 7" сингл                        | 7" сингл   |
| #        | Назва                           | Автор                           | Тривалість |
| -------- | ------------------------------- | ------------------------------- | ---------- |
| 1.       | «Love Kills»                    | Фредді Мерк'юрі Джорджо Мородер | 4:29       |
| 2.       | «Rotwang's Party (Robot Dance)» | Мородер                         | 3:10       |

| 12" сингл | 12" сингл                                           | 12" сингл        | 12" сингл  |
| #         | Назва                                               | Автор            | Тривалість |
| --------- | --------------------------------------------------- | ---------------- | ---------- |
| 1.        | «Love Kills» (extended remix)                       | Мерк'юрі Мородер | 5:21       |
| 2.        | «Rotwang's Party (Robot Dance)» (розширений ремікс) | Мородер          | 5:21       |

### Учасники запису
- Фредді Мерк'юрі — вокал, синтезатори
- Райнгольд Мак — синтезатори, програмування

## ВерсіяQueen
Раніше невидану баладну версію пісні переробили Браян Мей і Роджер Тейлор для збірки «Queen Forever». Версія «Queen» — це урізана балада, а версія Фредді Мерк'юрі — це трек у стилі хай-енерджі. «Love Kills» спочатку була написана для одинадцятого студійного альбому «Queen» «The Works», але не потрапила до нього.

### Учасники запису
- Фредді Мерк'юрі — головний вокал
- Браян Мей — гітари, клавішні, бас-гітара
- Роджер Тейлор — ударні
- Джон Дікон — додаткові гітари

## Ремікс
- «Love Kills (Wolf remix)» вийшов на рекламному CD тільки в Сполучених Штатах 1992 року.
- «Love Kills (Pixel' 82 remix)» і «Love Kills (More Oder Rework by The Glimmers)» можна знайти в британському подвійному CD-релізі 2006 року — збірці альбомів «Lover of Life, Singer of Songs: The Very Best of Freddie Mercury Solo»
- Кілька реміксів треку можна знайти на синглах 2006 року «Love Kills (remix)», що вийшли у різних європейських країнах, з різними списками треків:
  - «Love Kills (Sunshine People Radio remix)»
  - «Love Kills (Star Rider remix)»
  - «Love Kills (Rank 1 Radio remix)»
  - «Love Kills (Sunshine People Club remix)»

## Чарти
| Чарт (1984–2006)                           | Позиція |
| ------------------------------------------ | ------- |
| Австрія (Ö3 Austria Top 40)                | 9       |
| Бельгія (Ultratop 50 Flanders)             | 17      |
| Нідерланди (Dutch Top 40)                  | 32      |
| Нідерланди (Single Top 100)                | 24      |
| Польща (Airplay Chart)                     | 4       |
| Іспанія (PROMUSICAE)                       | 4       |
| Швейцарія (Schweizer Hitparade)            | 27      |
| Велика Британія (Official Charts Company)  | 10      |
| США (Billboard Hot 100)                    | 69      |
| Західна Німеччина (Official German Charts) | 25      |